# Aulacodes latifascialis
Aulacodes latifascialis là một loài bướm đêm trong họ Crambidae.